# Северо-Чемской
Северо-Чемской — жилой массив на юге Кировского района города Новосибирска Новосибирской области России.

## География
Участок жилмассива ограничен дамбой Бугринского моста (перспективное направление), береговой линией реки Оби, полосой отвода Западно-Сибирской железной дороги, проездом от улицы Петухова до улицы Мира, улицей Ватутина.
На площади участка в 505 га 9 % занимают садоводческие общества, а остальное жильё (7,8 % — частный сектор). По состоянию на 2011 год, на жилмассиве проживало 37,6 тысяч человек в 742 тысячах м² жилого фонда.

## Застройка
Застроен, в основном, типовыми панельными 9- и 10-этажными домами. В старой части района есть типовые пятиэтажки, 2- и 3-этажные шлакоблочные дома. 40 % территории массива занимают частный сектор и дачные общества. Также имеются новостройки высотой от 16 до 26 этажей.

### Проектные работы
В 1976 году вторая архитектурно-планировочная мастерская института «Новосибгражданпроект» заканчивает разработку проекта первой очереди комплексного освоения Северо-Чемского. Проект был рассчитан на 15 тысяч жителей и содержал рабочие чертежи пяти- и девятиэтажных домов. В составе жилого комплекса был запроектирован торговый центр, школы, детские комбинаты. Авторы проекта — архитекторы Б. Жеребятьев, Е. Окунцов, Л. Сапсалева.
В 1981 году в проектном институте «Новосибгражданпроект» архитекторами Г. Тумаником, М. Колпаковой, О. Балыбердиной, инженерами В. Кирш и М. Гаврик был составлен новый проект детальной планировки Северо-Чемского. Весь массив, согласно проекту, был разбит на 5 микрорайонов. Первая очередь уже была построена, поэтому новые кварталы должны были быть расположены по периметру улиц Комсомольской и набережной вдоль Оби у Комсомольского железнодорожного моста и линией железной дороги. На 248 га территории предполагалось разместить 896 тысяч м² жилищного фонда. Расчётная же численность населения должна была составить 48,8 тысяч человек. Полностью завершить строительство массива предполагалось к 2000 году.
Стоимость сооружения оценивалась в 179 млн рублей (цены тех лет). Также для возведения необходимо было снести частный сектор — около 60 тысяч м² индивидуального жилья. Однако длительное время к группам жилых домов не было проложено ни  благоустроенных дорог, отставало и строительство объектов соцкультбыта и благоустройство территории.

### Массовая застройка
Первые дома в посёлке оловозавода начали сооружать в 1940-е годы и 1950-е годы. Это были двух- и трёхэтажные жилые дома из шлакоблоков. А 12 октября 1960 года здесь был открыт широкоэкранный кинотеатр «Обь» (ныне не действует).
К сооружению первых многоэтажных домов на Северо-Чемском приступили в 1970-е годы. Основная же застройка жилмассива многоэтажными домами началась в 1980-е годы и велась в 2 этапа: первую очередь строили c 1 декабря 1981 года, а вторую — начиная с 1984 года. Развитию массового жилищного строительства в 1980-е годы уделялось большое внимание и, по-прежнему, одной из основных строительных площадок Новосибирска оставался Кировский район.
В 1983 году на Северо-Чемском жилой фонд составлял 300 тысяч м², а численность населения — 21 тыс. человек. На следующий были запланированы к вводу ещё 60 тысяч м². К этому моменту большая часть двух микрорайонов («Б» и «В») была выстроена. Тем не менее, были и проблемы. Так как ДСК тогда до конца ещё не освоил панели 97-й серии, то не удалось добиться на Северо-Чемском ни объёмов выпуска, ни качества. В итоге, удалось построить на жилмассиве лишь небольшой район из девятиэтажных домов этой серии. В 1988 году, в процессе застройки Северо-Чемского здесь был построен самый длинный в городе, 22-подъездный 864-квартирный жилой дом (Комсомольская д. 4).

### Перспективы
На перспективу на площадке Северо-Чемского построят 1,5 млн м² жилого фонда, при этом пойдёт под снос 26 тысяч м² частного сектора и шлакоблочные дома. К 2020 году здесь ожидается увеличение численности жителей до 48 тысяч человек, а ещё через 10 лет — до 65,5 тысяч. Также напротив ТЦ «МЕГА», в конце улицы Ватутина, планируется сооружение станции метро Кировской линии.

## Инфраструктура

### Улицы
Улицы микрорайона: Комсомольская, Саввы Кожевникова, Чемская, Гэсстроевская, Герцена, Оловозаводская, Сержанта Коротаева, Тюменская, Аникина, Чигорина, Обогатительная.

### Транспорт
На Северо-Чемской можно добраться автобусом, маршрутным такси,  трамваем, троллейбусом. Имеется 10 остановок общественного транспорта (в том числе две конечных - «ул. Саввы Кожевникова» (для автобуса 96) и «ж/м Северо-Чемской» (для остальных автобусов и маршрутных такси, а также троллейбуса 29).

### Здравоохранение
По улице Герцена расположена Городская поликлиника № 13 (обслуживает 33 тысячи взрослых и 11 тысяч детей). С 1995 года работает смотровой кабинет по осмотру декретированной группы населения.

### Образование
Сейчас на территории жилмассива действуют 4 средних школы (№ 49, № 64, № 196, № 192), 8 детских садов (№54, № 275, № 346, № 444, № 455, № 461, № 494, № 507), детская школа искусств (№ 20).

### Культура
На Северо-Чемском был расположен ПКиО «Бугринская роща», раскинувшийся по южному краю естественного берёзового леса. Это одно из любимых мест отдыха горожан. Здесь имеются песчаные пляжи, пункты проката, детские аттракционы. Зимой проводятся лыжные соревнования.

### Спорт
На Северо-Чемском расположены СДЮШОР по футболу, 3 футбольных поля. Во дворе домов Кожевникова 3 имеется крытая хоккейная коробка.